# Filtro nebular

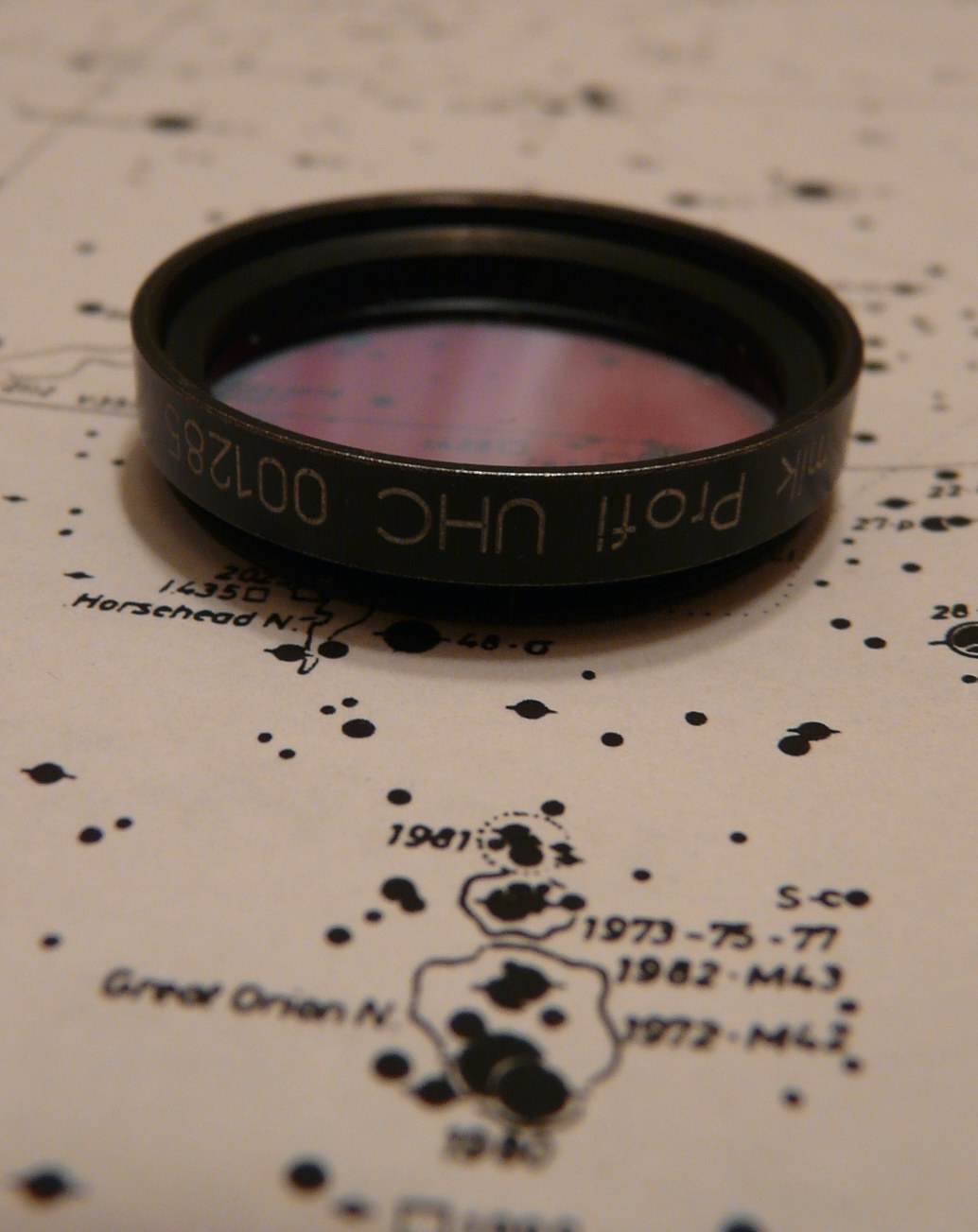
Un filtro nebular sobre un mapa de la constelación de Orión.

Un filtro nebular es un accesorio para telescopios de aficionado que se enrosca en la parte posterior del ocular del telescopio y que filtra el brillo de la atmósfera terrestre, y sobre todo la luz del alumbrado público, permitiendo así la observación de objetos de cielo profundo incluso bajo malas condiciones de contaminación lumínica, aunque también son útiles en lugares dónde no la hay o es muy baja para observar mejor los objetos mencionados. 
Los principales tipos existentes en el mercado cuyos nombres pueden variar, sobre todo en los dos primeros casos, según el fabricante son los siguientes:

## Filtros de banda ancha
El filtro de banda ancha permite el paso de todas las longitudes de onda, excepto las situadas alrededor de 560 nanómetros, que corresponden a la luz emitidas por las lámparas de sodio y mercurio, permitiendo así una mejor observación y fotografía de todo tipo de objetos de cielo profundo. No tiene la capacidad de contraste de los tipos siguientes, pero puede ser utilizado con pupilas de salida pequeñas, y apenas extingue la luz de las estrellas, por lo que también es útil para observar algunos cúmulos estelares y galaxias (y no sólo nebulosas, a diferencia de los que siguen).

## Filtros de banda estrecha
El filtro de banda estrecha es mucho más restrictivo; sólo deja pasar las longitudes de onda emitidas por el Hidrógeno beta y el oxígeno ionizado, en efecto aumentan el contraste entre la nebulosa y el cielo, por lo que es ideal para la observación de regiones HII como la Nebulosa Carina o la famosa Nebulosa de Orión y mejoran la observación en nebulosas planetarias y remanentes de supernova aunque no tanto como un filtro OIII. Sin embargo, las estrellas son afectadas perdiendo brillo ya que las estrellas tienen un espectro continuo diferente al caso de las nebulosas que sólo emiten en líneas específicas. Los filtros de banda estrecha requieren pupilas de salida grandes debido a que las bajas pupilas de salida reducen el efecto de contraste y pueden hacer que el objeto sea muy débil. Tampoco sirven de mucho para fotografía convencional por la poca luz que dejan pasar excepto, si se están fotografiando específicamente nebulosas. Este filtro también se conoce como Filtro UHC que significa Ultra High Contrast.

## Filtros OIII

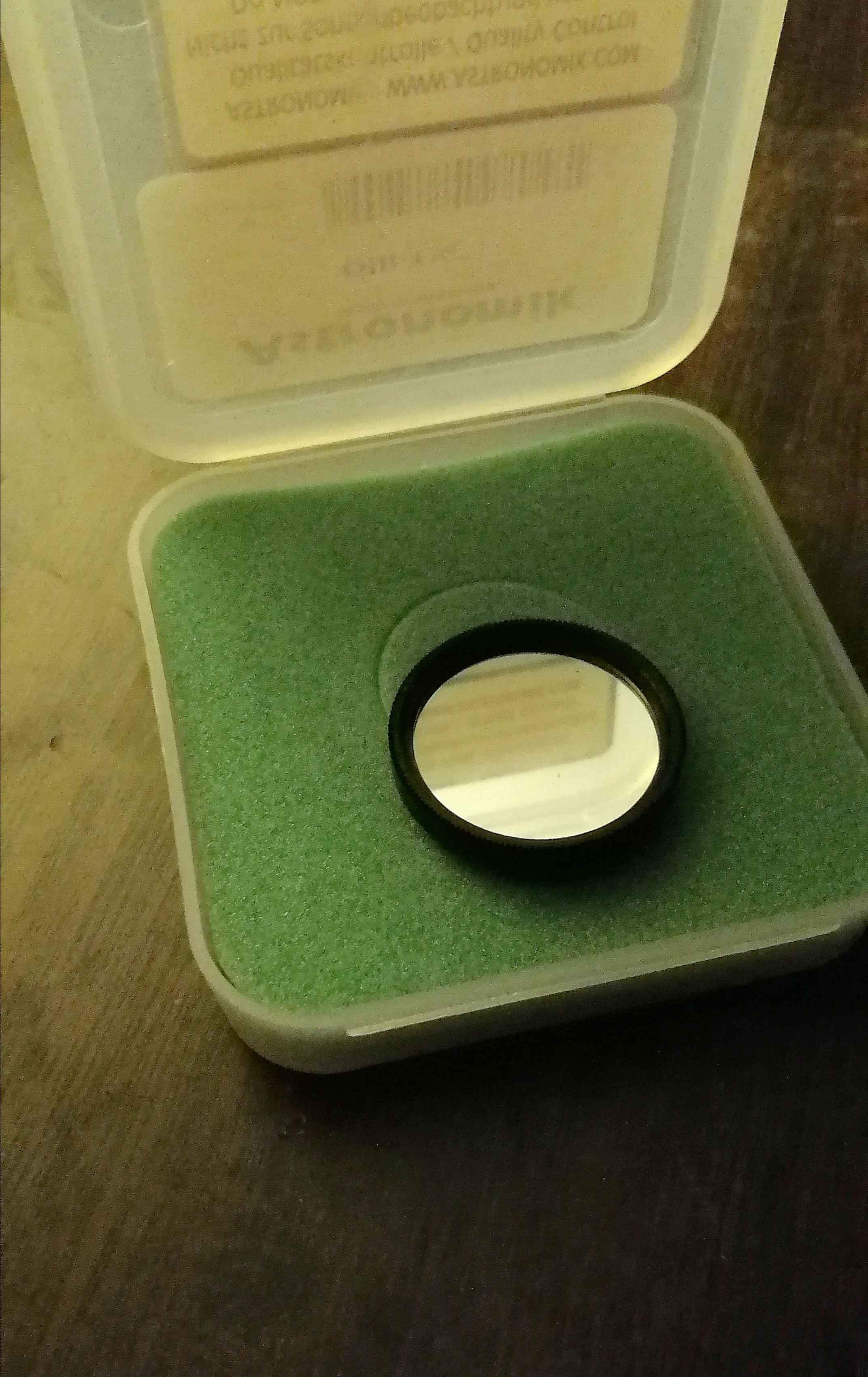
Un Filtro OIII

El filtro OIII sólo deja pasar la luz emitida por las 2 líneas principales del oxígeno doblemente ionizado que es emitida sobre todo por las nebulosas planetarias, remanentes de supernova y nebulosas de Wolf Rayet como NGC 3199 o la Nebulosa Medialuna, por lo que sobresale sobre todo para la observación de esos objetos, También algunas regiones HII extremadamente masivas como NGC 604 o NGC 2070 pueden tener una gran emisión en OIII. Es aún más restrictivo que el anterior y tiene sus mismos inconvenientes, aunque a mayor escala.

## Filtros H-Beta
El filtro H-beta sólo deja pasar la línea de emisión H-beta que es más débil que la línea H-alfa pero es usada visualmente porque el ojo humano no tiene sensibilidad a la luz de la línea H-alfa (653,6 nm) por la noche pero si al H-beta. Es el más restrictivo de todos los filtros por lo que se necesita el uso de la pupila de salida más grande posible, destaca para la observación de algunas nebulosas muy débiles que no han ionizado los gases de oxígeno, algunas nebulosas ideales para este filtro son NGC 1499, IC 434 o Messier 43. Este filtro no es usado para fotografía ya que el ya mencionado filtro H-alfa es mucho más útil para este propósito.